# Congrégation d'Arrouaise
Pour les articles homonymes, voir oratoire.
La Congrégation d'Arrouaise est une congrégation de chanoines réguliers fondée au XIe siècle. Elle s'implanta en Artois, Flandre, Angleterre et Irlande.

## Histoire
La  congrégation d'Arrouaise est née de l'ordre des Augustins.
Elle est issue de l'abbaye d'Arrouaise (qui a aussi porté d'autres noms), fondée aux confins de l'Artois et de la Picardie, dans le diocèse d'Arras nouvellement créé au XIe siècle. Après qu'elle eut acquis le nom d'abbaye d'Arrouaise, ses chanoines réguliers furent qualifiés « arroasiens », organisés autour du « chef-lieu d'Arrouaise ». C'est l'une des plus anciennes congrégations de l'ordre de Saint-Augustin, dont la réputation de ses premiers religieux a passé les frontières de France, s'étant également ensuite fait connaitre outre-mer par ses religieux dans les missions des colonies.

### Fondation
Vers 1090, deux prêtres Heldémare, originaire de Tournai et Conon, originaire de Souabe, anciens chapelains de Guillaume le Conquérant s'installèrent près d'un oratoire auprès duquel vivait un laïc, Roger au lieu-dit le Tronc-Bérenger. La forêt d'Arrouaise était un lieu dangereux, Roger fut tué et Heldémare mourut de ses blessures. Conon resta seul à la tête de la communauté qui s'était étoffée.
Au XIIe siècle, l'abbaye d'Arrouaise est placée sous la protection de l'évêque d'Arras et la communauté reçoit des donations. En 1106, l'abbaye possède une église en pierre.

### Réforme canoniale et expansion de l'ordre d'Arrouaise
- En 1107, la communauté de chanoines adopte la règle de Saint Augustin (ordo antiquus) et reçoit confirmation pontificale.

Richer devint le second abbé de 1108 à 1121. Gervais lui succèda de 1121 à 1145.
- Gervais introduisit la réforme canoniale (ordo novus) sur le modèle de l'ordre des Prémontrés (jeûne, silence, travail manuel, abstinence, habits de laine...). L'austérité des chanoines d'Arrouaise était si grande qu'on la comparait à celle des cisterciens.

Les coutumes furent mises par écrit et l'ordre d'Arrouaise entama sa croissance.
- Les premières filles d'Arrouaise furent :
  - Hénin-Liétard,
  - Ruisseauville,
  - Doudeauville,
  - l'abbaye de Clairfay,
  - l'abbaye de Beaulieu de Ferques
  - l'abbaye de Chauny
  - l'abbaye de Saint-Éloi-Fontaine

- Vers 1130, eut lieu le premier chapitre annuel de type cistercien.
- L'ordre d'Arrouaise essaima ensuite en Flandre, en Normandie, en Angleterre, en Champagne, en Lorraine, en Bourgogne en Écosse, en Irlande (saint Malachie, archevêque d'Armagh, l'introduisit en Irlande et saint Laurent O'Toole fonda un monastère à Dublin), et en Pologne. Au total une centaine de maisons (60 abbayes, 45 prieurés, 13 maisons féminines).
- Après 1150, l'expansion se ralentit.
- Les acquisitions foncières furent nombreuses sous l'abbatiat de Gervais. Il y eut à Arrouaise l'équivalent de la grange cistercienne, les curtes.
- Les chanoines de la Congrégation d'Arrouaise défrichèrent eux-mêmes la terre, acceptèrent les revenus fonciers et pratiquèrent les soins hospitaliers.
- Le dernier chapitre annuel eut lieu en 1471.